# Ehretiaceae
Ehretiaceae is een botanische naam, voor een familie van tweezaadlobbige planten. Een familie onder deze naam wordt af en toe erkend door systemen voor plantentaxonomie, zoals het Dahlgrensysteem. Indien erkend gaat het om een niet al te kleine familie van voornamelijk houtige planten in de tropen.
In het APG II-systeem en het APG III-systeem worden de betreffende planten ingedeeld in de familie Boraginaceae. In het Cronquist-systeem wordt de familie niet erkend.